# Єттенбах (Рейнланд-Пфальц)
Єттенбах (нім. Jettenbach) — громада в Німеччині, розташована в землі Рейнланд-Пфальц. Входить до складу району Кузель. Складова частина об'єднання громад Лаутереккен-Вольфштайн.
Площа — 10,24 км2. Населення становить 790 ос. (станом на 31 грудня 2020).

## Галерея

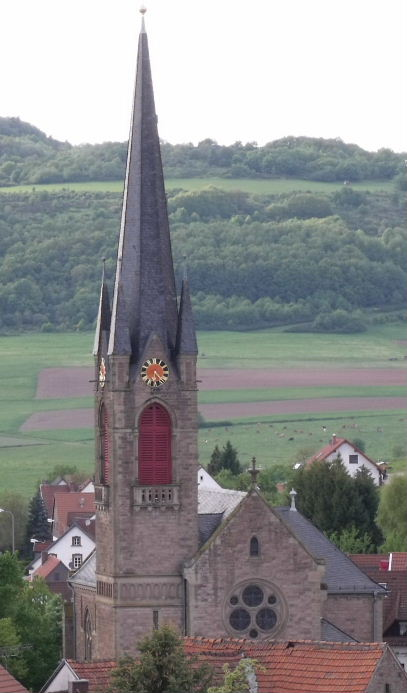
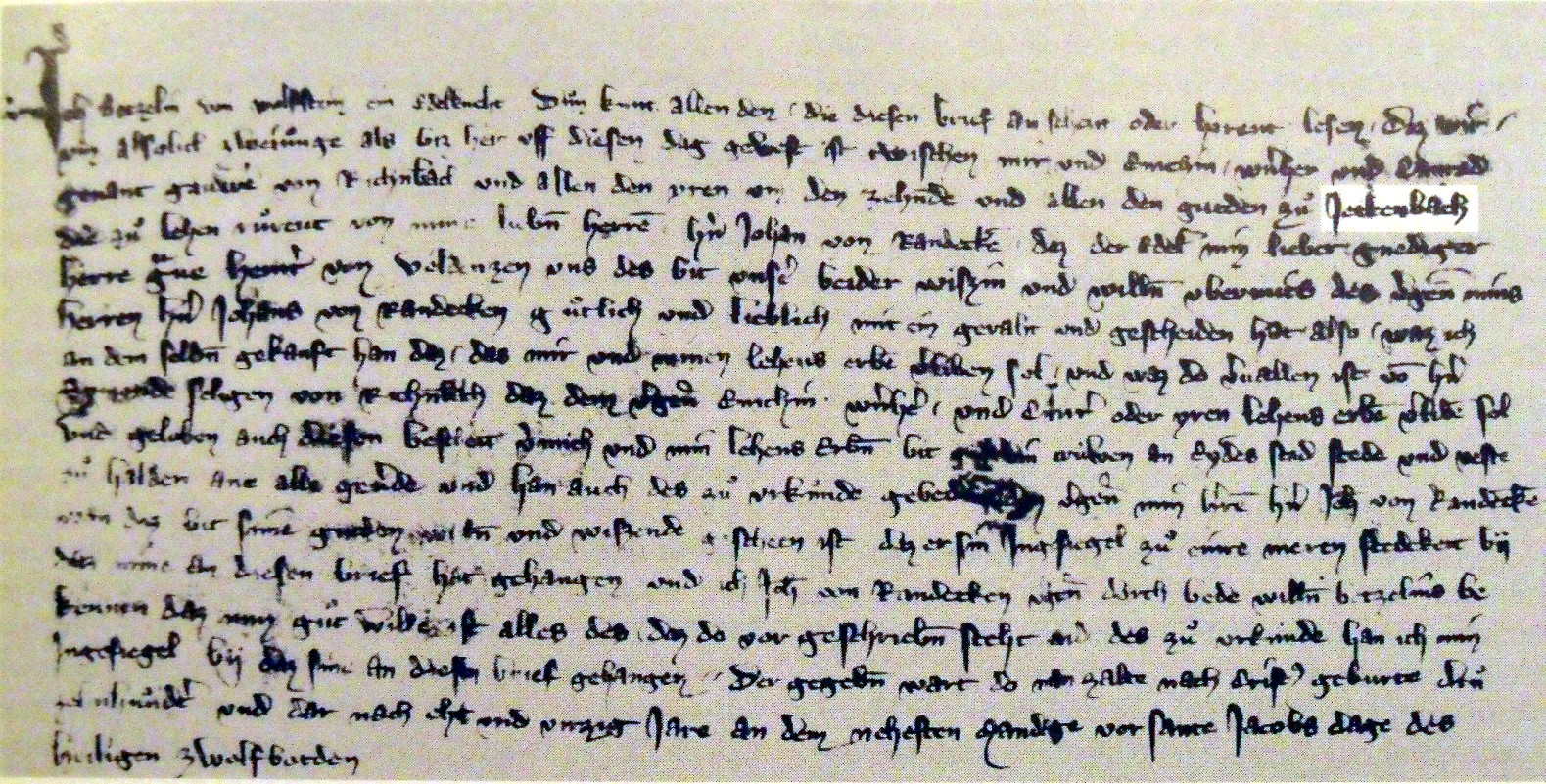
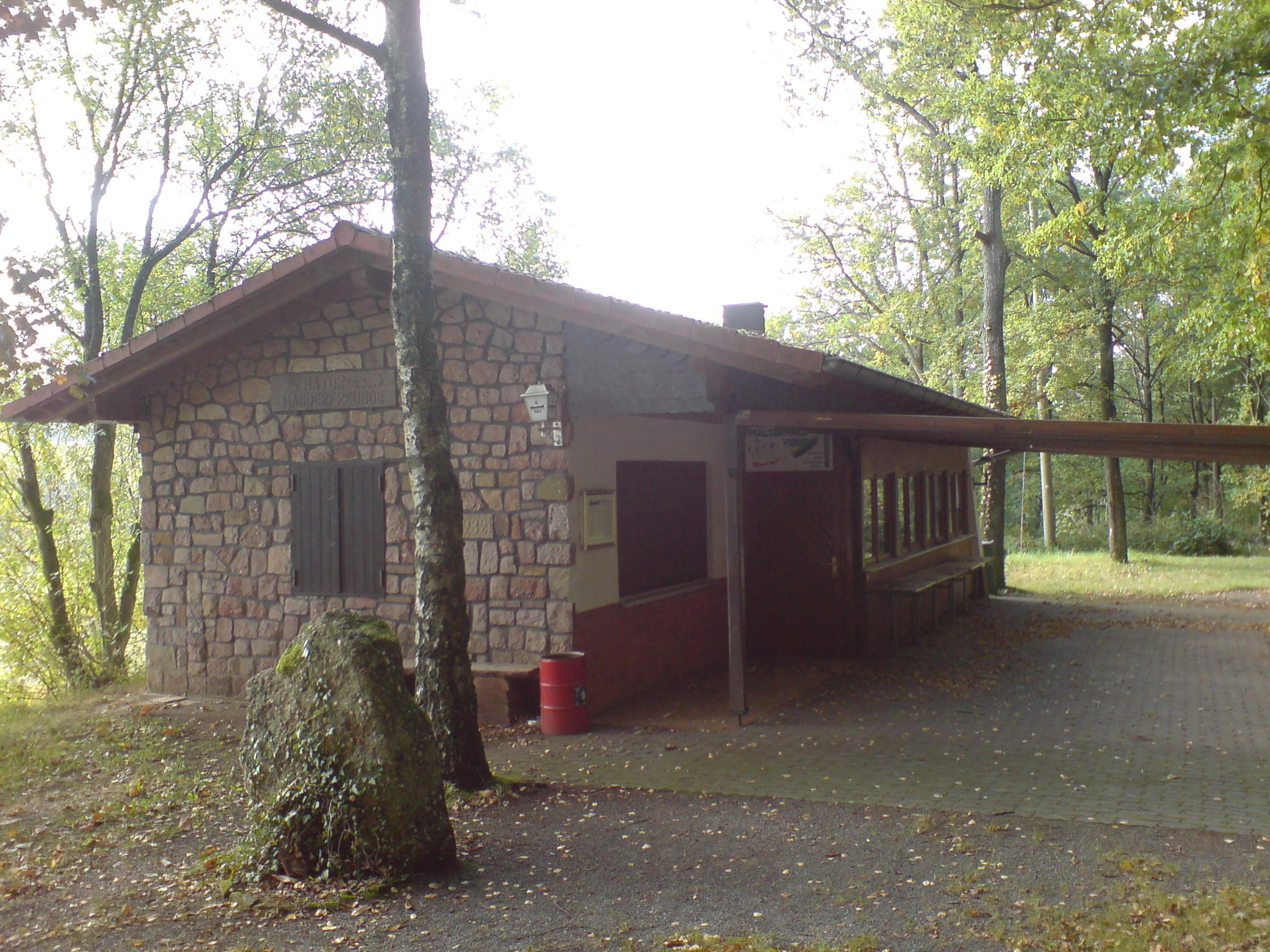